# (9741) Solokhin
(9741) Solokhin (1987 UU4) – planetoida z pasa głównego asteroid okrążająca Słońce w ciągu 3,51 lat w średniej odległości 2,31 j.a. Odkryta 22 października 1987 roku.